# Nikolaus Wuich
Nikolaus Wuich, avstrijski general, matematik, pisatelj, * 1846, † 1910.